# Grégory Carraz

Grégory Carraz (nacido el 9 de abril de 1975) es un tenista profesional francés. Su mejor ranking individual fue el Nº54 alcanzado el 1 de marzo de 2004.